# 8-Bromcoffein
8-Bromcoffein ist ein Derivat des Coffeins (Xanthin), das bei der Strahlentherapie von Tumoren als Radiosensitizer eingesetzt wird, der die Empfindlichkeit der Tumorzellen gegen die Strahlenbehandlung erhöht.

## Darstellung
8-Bromcoffein wird in einer elektrophilen aromatischen Substitution über direkte Bromierung mit Brom in Eisessig hergestellt. Zugesetztes Natriumacetat fungiert als Säurefänger des entstehenden Bromwasserstoff. Auch kann das elementare Brom in situ hergestellt werden, indem Natriumbromid in einer wässrigen Coffein-Lösung mit Wasserstoffperoxid oxidiert wird. Dabei sind Ausbeuten von 85 % berichtet worden.

## Eigenschaften
Das Coffein-Derivat ist ein weißer und geruchloser Feststoff, welcher einen Schmelzpunkt von 206 °C aufweist.

## Verwendung
Die Substanz wirkt als Radiomodulator, speziell als Radiosensitizer. Bei der Radiotherapie von Hirntumoren wurde – induziert durch 8-Bromcoffein – eine erhöhte Empfindlichkeit der Tumorzellen beobachtet.